# Ольша (река)
Ольша — река в Смоленской области России, в Смоленском и Демидовском районах. Левый приток реки Каспля.
Длина 23 км, площадь водосборного бассейна — 107 км². Исток у деревни Марышки Демидовского района на севере Касплянской гряды. Направление течения: восток. Впадает в реку Каспля напротив деревни Блонная Смоленского района у деревни Бакшеево.
На берегах Ольши находятся Ольшанское городище, Ольшанская и Заольшанская группы курганных погребений Гнёздовского археологического комплекса. Ольшанское селище, находившееся рядом с Ольшанским городищем и в древности являвшемся его формировавшимся посадом, было уничтожено в начале 1970-х годов при строительстве окружной дороги.